# Bunuri mobile din domeniul artă decorativă clasate în patrimoniul cultural național al României aflate în județul Iași
Acestă listă conține bunurile mobile din domeniul artă decorativă clasate în Patrimoniul cultural național al României aflate la momentul clasării în județul Iași.

## Tezaur
| Foto | Informații generale                                                    | Detalii tehnice | Descriere | Deținător                                         | Legături |
| ---- | ---------------------------------------------------------------------- | --- | --- | ------------------------------------------------- | -------- |
|      | Portretul doamnei Tudosca (soția voievodului Vasile Lupu)              | Școală: Atelier moldovenesc Descoperit: Iași Material: catifea; fir de argint; fir de argint aurit; mătase colorată; broderie | Doamna Tudosca este reprezentată în picioare, în mărime reală, îmbrăcată într-o mantie aurie îmblănită, cu mâneci largi și scurte și purtând pe cap cuca îmblănită, ornată cu surguci. Peste mantie sunt etalate trei lanțuri lungi încrucișate pe piept, iar la gât mai multe șiraguri de perle. În mâna stângă strânge o batistă. | Colecția muzeală a Bisericii „Trei Ierarhi”, Iași | Cimec    |
|      | Portretul lui Ioan, fiul voievodului Vasile Lupu și al doamnei Tudosca | Școală: Atelier moldovenesc Descoperit: Iași Material: catifea; fir de argint; fir de argint aurit; mătase colorată; broderie | Ioan este reprezentat în picioare, în mărime reală, îmbrăcat într-un caftan roșu îmblănit brodat cu flori de aur și purtând pe cap cuca îmblănită, ornată cu surguci. În mâna dreaptă strânge o batistă, iar stânga este sprijinită pe mânerul spadei.                                                                              | Colecția muzeală a Bisericii „Trei Ierarhi”, Iași | Cimec    |

## Fond
| Foto | Informații generale         | Detalii tehnice                                                                                           | Descriere | Deținător                       | Legături |
| ---- | --------------------------- | --- | --- | ------------------------------- | -------- |
|      | Fotoliu                     | Datare: 3/4 sec. XIX Școală: Școală românească Material: nuc; sculptare; strunjire; lăcuire               | Fotoliu din lemn de nuc, sculptat cu elemente decorative ce reprezintă volute vegetale ample. Fotoliul are un spătar în formă de semicerc cu două registre ce prezintă ornamentații ce se repetă. Pe mijlocul spătarului – cap de putti. Fotoliul este susținut de patru picioare sculptate și acestea. Obiectul face parte dintr-o garnitură de sufragerie compusă din trei fotolii și o canapea care au aparținut criticului literar, politicianului și junimistului Titu Maiorescu. | Muzeul Literaturii Române, Iași | Cimec    |
|      | Fotoliu                     | Datare: 3/4 sec. XIX Școală: Școală românească Material: nuc; sculptare; strunjire; lăcuire               | Fotoliu din lemn de nuc, sculptat cu elemente decorative ce reprezintă volute vegetale ample. Fotoliul are un spătar în formă de semicerc cu două registre ce prezintă ornamentații ce se repetă. Pe mijlocul spătarului – cap de putti. Fotoliul este susținut de patru picioare sculptate și acestea. Obiectul face parte dintr-o garnitură de sufragerie compusă din trei fotolii și o canapea care au aparținut criticului literar, politicianului și junimistului Titu Maiorescu. | Muzeul Literaturii Române, Iași | Cimec    |
|      | Samovar cu tavă             | Datare: sec. XIX Material: metal; turnare; șlefuire; ștanțare                                             | Samovar cu corp cilindric, cu mânere aplicate, fixe, pentru combustibil solid. Corpul samovarului are peretele neted și o centură în trepte în partea de sus. Pe suprafața superioară a centurii, în dreptul unui mâner are un medalion care integrează inscripția și blazonul rusesc miniatural; în linie verticală cu robinetul se găsește blazonul rusesc. Între capac și corp este un cilindru cu mâner rotund din lemn. Mânerele sunt confecționate din perechi de plăci metalice curbate în sus sunt atașate de corp prin ornamente florale (corolă stilizată). Robinetul este atașat de corpul samovarului prin același tip de ornament ca la mânere. Ramura curbată a robinetului este un lujer de plantă, stilizat. Gâtul cu fante tetragonale al suflantei are o formă similară cu inelul și este atașat de placa suport printr-o bază în trepte. Placa suport este tetragonală, cu picioare îndoite în față. Tava are trei laturi rectilinii și o latură semicerc. | Muzeul Literaturii Române, Iași | Cimec    |
|      | Trusă de toaletă cu oglindă | Datare: 3/4 sec. XIX Descoperit: București Material: sticlă; metal; turnare; șlefuire                     | Trusă de toaletă montată pe soclu metalic, prevăzută cu casetă pentru ustensile de toaletă/bărbierit, două suporturi metalice, cilindrice, cu recipiente din sticlă și suport rabatabil cu buzunar pentru susținerea oglinzii. Soclul metalic se termină cu bordură lată, evazată, ce are elemente decorative repetitive, tip coroană, prezintă ornamente geometrice dreptunghiulare, pe două rânduri. Caseta pentru ustensile are formă dreptunghiulară; capac detașabil cu medalion central și bordură cu elemente decorative tip coroană. Caseta și suporturile cilindrice prezintă elemente decorative florale casetate. Recipientele sunt din sticlă fațetată și ornamentată cu steluțe; au capace metalice decorate cu medalion. Suportul pentru oglindă este prins de soclu prin două picioare dreptunghiulare laterale care au în vârf ca decor câte un con de brad. Rama oglinzii este lat, rotunjită la colțurile superioare; din turnare prezintă elemente decorative. | Muzeul Literaturii Române, Iași | Cimec    |
|      | Serviciu de dulceață        | Datare: 3/4 sec. XIX Descoperit: București Material: sticlă; metal; turnare; șlefuire; pictare            | Serviciu format din: nouă pahare, o farfurie, două chisele dulceață, cu capac, două boluri. Toate piesele au decor vegetal exterior: frunze de stejar, ghinde, crenguțe. Cromatic setul prezintă nuanțe de vernil, alb, auriu. Paharele au înălțimea de 14 cm, dg și db de 7,3 cm; au picior scurt, cu element decorativ din turnare; sunt din sticlă subțire, baza piciorului are trei dungi aurii ce alternează ca grosime. Buza superioară prezintă la exterior două dungi aurii, de grosimi diferite. Chisea: înălțimea de 15,5 cm prezintă trei dungi aurii la marginea superioară, două la cea inferioară, deasupra piciorului. Capac aurit în vârf. Bol: înălțimea 4,5 cm, lungime 15 cm, lățime 9,5 cm; formă ovală, adânc, sticlă groasă, buza valurită, baza ovală aurie. Farfurie: diametru mediu 17 cm; adâncă, margine lată cu bordura aurie, decorată cu friză. În centru prezintă decor cu sferă aurie înconjurată de două dungi subțiri în aceeași culoare. | Muzeul Literaturii Române, Iași | Cimec    |
|      | Tavă cu mânere              | Datare: 3/4 sec. XIX Descoperit: București Material: metal; turnare; gravare; șlefuire; aplicații         | Tava are formă ovală, mânere turnate și aplicate, bordură. Câmpul tăvii are modele geometrice (carouri în zona celor patru laturi) și florale, realizate prin incizie și ștanțare. Modelul floral face legătura cu medalionul central care are flăcări stilizate. Mânerele prezintă volute. În dreptul unui mâner se află însemnele menționate. Bordura este segmentată; are nervuri pronunțate, oblice. | Muzeul Literaturii Române, Iași | Cimec    |
|      | Bufet de epocă              | Datare: 3/4 sec. XIX Descoperit: București Material: lemn; sticlă; sculptare; șlefuire; vitrat            | Bufetul este așezat pe patru picioare semiînalte, unite două câte două printr-o terminație sub formă de talpă dreaptă. Picioarele din față sunt bombate lateral, în zona median-inferioară, iar frontal prezintă ornamente florale sculptate. Spatele bufetului este casetat în două părți (două bucăți de placaj vopsit) separate printr-o șipcă. În interior bufetul are un raft decupat în forma de arc de cerc, convex, cu partea cea mai îngustă în zona centrală. Dulapul are o singură ușă, cu deschiderea largă, prinsă în două balamale scurte; sistem de închidere cu cheie și mâner mobil, tip inel subțire. Bufetul are cinci ochiuri de sticlă: trei pe ușă, unul central, înalt cât ușa, și două vitralii (13,4/26 cm) semitransparente, în stil natural (flori cu petale roșii-mov, frunze verzi, tije galbene-aurii, pe fundal glazurat), cu chenare segmentate în formă de dreptunghi prin dungi aurii; lateral stânga-dreapta două ochiuri din sticlă ornament cu mozaic verde și roșu din fabricație. Deasupra și dedesubtul vitraliilor și a sticlelor laterale sunt casete cu ornamente florale sculptate. | Muzeul Literaturii Române, Iași | Cimec    |
|      | Serviciu de desert          | Datare: 3/4 sec. XIX Descoperit: București Material: sticlă; turnare; șlefuire                            | Serviciu de desert format din un platou și cinci farfurii. A fost primit de la Iosif Broz Tito. Piesele de dimensiuni variabile, au forma ovoidă cu buza de formă neregulată. Sunt convexe și fabricate din sticlă groasă, verde, transparentă. Platou: 30/29 cm; a fost restaurat din trei bucăți. Farfurii: 16/15 cm (restaurată), 17/15,5 cm, 16,5/15 cm celelalte trei. | Muzeul Literaturii Române, Iași | Cimec    |
|      | Cutie pentru documente      | Datare: 3/4 sec. XIX Descoperit: București Material: lemn; alamă; furniruire; aplicații                   | Cutia din lemn de palisandru are mânere metalice, rabatabile în locaș separat; balama interioară pe toată suprafața de prindere; frontal are sistem de închidere nefuncțional; ornamente metalice pe capac: central și lateral-frontal. Capacul are colțare metalice, este decorat cu elemente metalice aplicate: colțuri cu vârf de lance. Capacul și corpul cutiei au bandouri de prindere aplicate. Cutia are colțurile parțial dublate la interior cu lemn; are un compartiment detașabil, cu două mânere mici, tip inel, metalice. Dimensiuni sertar interior: lungime 41 cm, lățime 26,5 cm, înălțime 5 cm. Partea exterioară a capacului a fost restaurată. | Muzeul Literaturii Române, Iași | Cimec    |
|      | Besactea din lemn           | Datare: 3/4 sec. XIX Descoperit: București Material: lemn; alamă; șlefuire; aplicații                     | Cutia are formă paralelipipedică. Are șapte colțare metalice, cu inele și bobițe în mijlocul inelelor (câte două pe colțar). Dedesubt, cutia are lipită hârtie neagră, incompletă. Are două balamale scurte spre margini. În interior este vopsită în verde închis. Capacul este căptușit cu pânză rosie. Frontal, este teșit pe margini și are bordură furniruită. În zona centrală are aplicații metalice (motive florale, vârf de lance, inele cu bobițe). În zona sistemului de închidere este același tip de decor metalic. Are patru colțare exterioare din metal, cu câte două inele cu bobiță; în dreptul balamalelor sunt două aplicații metalice de dimensiunea colțarelor, cu aceleași tipuri de inele și bobițe (o bobiță are lipsă inelul). Din loc în loc furnirul de la bordură lipsește. | Muzeul Literaturii Române, Iași | Cimec    |
|      | Vas                         | Datare: sec. XIX Școală: Atelier oriental Descoperit: Iași Material: alamă; ciocănire; cizelare; incizare | Vas de alamă de formă tronconică, prelucrat prin ciocănire, decorat cu motive florale orientale incizate, în partea superioară prezintă un brâu dantelat cu motive decorative florale, executat prin decupare. A aparținut lui Calistrat Hogaș. | Muzeul Literaturii Române, Iași | Cimec    |
|      | Scaun de birou              | Datare: sec. XIX Material: lemn de stejar; piele; sculptare                                               | Scaun de birou din lemn de stejar sculptat și lăcuit, tapițat cu piele. | Muzeul Literaturii Române, Iași | Cimec    |
|      | Sfeșnic                     | Datare: sec. XIX Școală: Atelier italian Material: bronz; turnare; șlefuire                               | Sfeșnic din bronz cu elemente decorative în stil baroc. A aparținut lui Titu Maiorescu. | Muzeul Literaturii Române, Iași | Cimec    |
|      | Sfeșnic                     | Datare: sec. XIX Școală: Atelier italian Material: bronz; turnare; șlefuire                               | Sfeșnic din bronz cu elemente decorative în stil baroc. A aparținut lui Titu Maiorescu. | Muzeul Literaturii Române, Iași | Cimec    |
|      | Casetă                      | Datare: sec. XIX Școală: Atelier francez Descoperit: Iași Material: lemn; sidef; alamă; intarsii; lăcuire | Casetă pupitru pentru corespondență, din lemn de nuc, decorată în stil bouille cu ornamente bogate de mare prețiozitate și rafinament, cu intarsii de sidef și alamă. | Muzeul Literaturii Române, Iași | Cimec    |
|      | Birou                       | Datare: sec. XIX Școală: Atelier italian Material: lemn de stejar; sculptare; lăcuire                     | Biroul prințului Grigore Șuțu, realizat din lemn masiv de stejar, sculptat și lăcuit, cu motive decorative în stil florentin. | Muzeul Literaturii Române, Iași | Cimec    |
|      | Baston                      | Datare: sec. XIX Material: lemn de abanos; argint; șlefuire; cizelare                                     | Bastonul din lemn de abanos cu mâner din argint al lui Costachi Conachi. Pe el este înfășurat un dragon cizelat din argint. | Muzeul Literaturii Române, Iași | Cimec    |
|      | Oglindă                     | Datare: sec. XIX Școală: Atelier italian Descoperit: Iași Material: cristal; lemn; ștucatură              | Oglindă din cristal cu rama bogat ornamentată cu motive vegetale pictate. A aparținut lui Iacob Negruzzi. | Muzeul Literaturii Române, Iași | Cimec    |
|      | Suport de lampă             | Datare: sec. XIX Școală: Atelier francez Descoperit: Iași Material: porțelan; bronz; turnare              | Suport din porțelan franțuzesc, cu motive decorative pictate, cu suport și aplicații din bronz. | Muzeul Literaturii Române, Iași | Cimec    |
|      | Suport de lampă             | Datare: sec. XIX Școală: Atelier francez Descoperit: Iași Material: porțelan; bronz; turnare              | Suport din porțelan franțuzesc, cu motive decorative pictate, cu suport și aplicații din bronz. | Muzeul Literaturii Române, Iași | Cimec    |